# Nipur
Nipur ili Nippur je bio drevni sumerski grad jugoistočno od Babilona. Njegovi ostaci se danas mogu pronaći u blizini sela Niffar nedaleko od grada Diwanyiah u Iraku.
Nipur je u 3. tisućljeću pr. Kr. bio jedno od najvažnijih političkih i drevnih središta Mezopotamije, o čemu svjedoče bezbrojne glinene pločice ispisane na klinastim pismom, uključujući i neke koje predstavljaju vrijedne izvore o drevnim sumerskim zakonima i te Epu o Gilgamešu. U Nipuru se nalazi i najstariji plan grada na svijetu, koji datira iz sredine 2. tisućljeća pr. Kr.
Grad, koji se razvijao od malih seoskih naselja koja datiraju od 6. tisućljeća pr. Kr., svoju je važnost temeljio na hramu boga Ekura. Nastankom babilonske države je izgubio na važnosti zbog širenja kulta boga Marduka. Poslije kraćeg preporoda pod Kasitima, Nipur je počeo opadati, da bi se u doba Seleukida sveo na tvrđavu. U doba Sasanida je i tvrđava napuštena.

## Poveznice
- Sumer
- Babilonija

## Vanjske poveznice
- Nipur (enciklopedija Britannica)
- Ekspedicija u Nipuru: sveti grad (Orijentalni institut u Chicagu)  Arhivirana inačica izvorne stranice od 3. travnja 2007. (Wayback Machine)
- Arheološka istraživanja u Nipuru (Orijentalni institut u Chicagu)  Arhivirana inačica izvorne stranice od 9. studenoga 2013. (Wayback Machine)
- Klinasti zapisi iz Drehema (Sveučilište Milliken)  Arhivirana inačica izvorne stranice od 10. rujna 2006. (Wayback Machine)